# Roning under sommer-OL 2008 - Dobbeltsculler kvinder
Konkurrencen i dobbeltsculler for kvinder er en af disciplinerne ved roning under Sommer-OL 2008 og bliver afholdt fra 9. til 17. august på Shunyi olympiske ro- og kajakstadion.
| Dato                     | Tid         | Tid         | Runde            |
| Dato                     | Lokal       | Dansk       | Runde            |
| ------------------------ | ----------- | ----------- | ---------------- |
| Lørdag, 9. august 2008   | 16:40-17:00 | 10:40-11:00 | Indledende heats |
| Mandag, 11. august 2008  | 17:00-17:20 | 11:00-11:20 | Opsamlingsheats  |
| Torsdag, 14. august 2008 | 17:30-17:40 | 11:30-11:40 | Finale B         |
| Lørdag, 16. august 2008  | 16:50-17:00 | 10:50-11:00 | Finale A         |

## Indledende heats
Kvalifikationsregler:
- 1 går videre til finale A (FA)
- 2+ går videre til opsamlingsheats (O)

### 1. heat
| Plac. | Roere                                            | Land        | Tid     | Noter |
| ----- | ------------------------------------------------ | ----------- | ------- | ----- |
| 1     | Georgina Evers-Swindell, Caroline Evers-Swindell | New Zealand | 7:03.92 | FA    |
| 2     | Annekatrin Thiele, Christiane Huth               | Tyskland    | 7:09.06 | O1    |
| 3     | Megan Kalmoe, Ellen Tomek                        | USA         | 7:11.17 | O2    |
| 4     | Ionelia Neacsu, Roxana Gabriela Cogianu          | Rumænien    | 7:12.17 | O1    |
| 5     | Kateryna Tarasenko, Yana Dementieva              | Ukraine     | 7:25.03 | O2    |

### 2. heat
| Plac. | Roere                                  | Land           | Tid     | Noter |
| ----- | -------------------------------------- | -------------- | ------- | ----- |
| 1     | Li Qin, Tian Liang                     | Kina           | 7:03.13 | FA    |
| 2     | Jitka Antosova, Gabriela Varekova      | Tjekkiet       | 7:04.23 | O2    |
| 3     | Elise Laverick, Anna Bebington         | Storbritannien | 7:08.65 | O1    |
| 4     | Catriona Sens, Sonia Mills             | Australien     | 7:13.25 | O2    |
| 5     | Laura Schiavone, Elisabetta Sancassani | Italien        | 7:30.25 | O1    |

## Opsamlingsheats
Kvalifikationsregler:
- 1-2 går videre til finale A (FA)
- 3+ går videre til finale B (FB)

### 1. opsamlingsheat
| Plac. | Roere                                   | Land           | Tid     | Noter |
| ----- | --------------------------------------- | -------------- | ------- | ----- |
| 1     | Elise Laverick, Anna Bebington          | Storbritannien | 6:54.92 | FA    |
| 2     | Annekatrin Thiele, Christiane Huth      | Tyskland       | 6:55.96 | FA    |
| 3     | Ionelia Neacsu, Roxana Gabriela Cogianu | Rumænien       | 7:01.69 | FB    |
| 4     | Laura Schiavone, Elisabetta Sancassani  | Italien        | 7:08.00 | FB    |

### 2. opsamlingsheat
| Plac. | Roere                               | Land       | Tid     | Noter |
| ----- | ----------------------------------- | ---------- | ------- | ----- |
| 1     | Megan Kalmoe, Ellen Tomek           | USA        | 6:58.84 | FA    |
| 2     | Jitka Antosova, Gabriela Varekova   | Tjekkiet   | 7:00.75 | FA    |
| 3     | Catriona Sens, Sonia Mills          | Australien | 7:04.30 | FB    |
| 4     | Kateryna Tarasenko, Yana Dementieva | Ukraine    | 7:06.77 | FB    |

## Finaler

### Finale B
| Plac. | Roere                                   | Land       | Tid | Noter |
| ----- | --------------------------------------- | ---------- | --- | ----- |
|       | Catriona Sens, Sonia Mills              | Australien |     |       |
|       | Kateryna Tarasenko, Yana Dementieva     | Ukraine    |     |       |
|       | Ionelia Neacsu, Roxana Gabriela Cogianu | Rumænien   |     |       |
|       | Laura Schiavone, Elisabetta Sancassani  | Italien    |     |       |

### Finale A
| Plac. | Roere                                            | Land           | Tid | Noter |
| ----- | ------------------------------------------------ | -------------- | --- | ----- |
|       | Annekatrin Thiele, Christiane Huth               | Tyskland       |     |       |
|       | Elise Laverick, Anna Bebington                   | Storbritannien |     |       |
|       | Georgina Evers-Swindell, Caroline Evers-Swindell | New Zealand    |     |       |
|       | Li Qin, Tian Liang                               | Kina           |     |       |
|       | Megan Kalmoe, Ellen Tomek                        | USA            |     |       |
|       | Jitka Antosova, Gabriela Varekova                | Tjekkiet       |     |       |